# Санахт
Санахт — «Хор — Защищающий силой» (другие имена: Несу-Бити — Небка, в греческом варианте Месокрис) — третий или четвёртый фараон III династии Древнего Египта. Правил в 2648—2630 до н. э. или в 2686—2668 до н. э.

## Имя фараона
Санахт упоминается на памятниках со своим Хоровым именем. Другие его имена неизвестны, хотя есть фрагмент печати из мастабы К2 в Бет Халлафе, на котором показан серех фараона перед нижней частью картуша. Поскольку знак в картуше напоминает архаический знак — Ка (К3), восстановлено его имя как Небка и было принято как имя Несу-Бити Хора Санахта. Но тот факт, что имя Несу-Бити записанное в картуш не вступает в регулярное использование до конца III династии, и явно свидетельствует, что Санахт правил в конце этой династии.
Хотя Абидосский и Туринский списки фараонов записывают Небка в начало III династии, между Хасехемуи и Нечерихет, это противоречит археологическим данным.

## Правление
Собрание печатей из мастабы в Бет Халлаф предполагает, что Санахт правил после Джосера (Нечерихет), однако существуют данные, согласно которым преемником Джосера стал Сехемхет, строитель второй ступенчатой пирамиды в Саккаре. Из этого следует, что Санахт второй по счёту преемник Джосера. К такому выводу пришли ряд исследователей, среди которых был Вольфганг Хельк. В Туринском папирусе преемником Сехемхета назван некий Худжефа. Однако существует версия, согласно которой слово «худжефа» не может быть именем по причине разрыва в эпиграфике. Папирус отводит ему шесть лет правления. Согласно предположению некоторых учёных, годы правления Худжефа были позаимствованы из времени правления Санахта, это в свою очередь объясняется археологическими данными. Если принять во внимание эпиграфику печатей-надписей из Бет Халлаф, то Санахт был непосредственным предшественником фараона Хуни.
Печати-надписи с именем царя найдены в раннединастическом строении на острове Элефантина (Seidmayer, Kaiser, Pätznick).
Надписи дают строки которые переводятся как «Носитель Печати царя Нижнего Египта, Судья, управляющий царским имуществом». Надпись свидетельствует, что административное здание, принадлежащее царю, было когда-то расположено на острове, рядом с меньшими ступенчатыми пирамидами. Этот памятник на территории Египта, был приурочен к последним правлениям III династии. И снова надписи дают информацию в пользу даты правления Санахта — в конце III династии. Надписи Санахта из комплекса ступенчатой пирамиды Нечерихета не помогают решить место Санахта в правлении III династии, поскольку они были найдены в комнате в северо-восточном углу северного храма.
Санахт одержал победу в районе медных рудников на Синайском полуострове над бедуинами, о чём свидетельствуют его надписи и изображения в районе современного Вади-Магкара, где Санахт изображён в обычной сцене триумфа. Царь в короне Нижнего Египта наносит удар пленному врагу, фигура которого не сохранилась, с надписью упоминающей mfk3t (древнейшее название Вади-Магкара). Далее опять изображён стоящий царь, с короной Верхнего Египта на голове. Перед ним штандарт бога Упуаута и надпись — «Стоянка царя в божественной зале соколиного божества в Нехене (Иераконполе)».
В Бет-Халлафе, недалеко от Абидоса, находится большая мастаба из кирпича-сырца, с использованием известняка, в которой было обнаружено имя Санахта и останки, которые можно считать останками фараона. Манефон сообщает, что этот правитель (названный у него Месокрисом) был очень высоким. Исследования по найденному скелету подтверждают необычную высоту его роста — 1,987 м.

## Небка
На основе печатей — надписей из Бет-Халлаф, наверняка Санахт определён как царь, чьё имя Несу-Бити записанное в картуш было Небка. Имя Небка отмечено только косвенно: в гробнице жреца конца III династии и в средне египетских сказках сохранившегося папируса Весткар. Ранние ссылки появляются в библиографической надписи из гробницы Ахетаа, чиновника, который, среди других чинов, был «жрецом царя Небка». Положение Небка в рамках III династии зависит от точного толкования титула Ахетаа. Если он был жрецом, служащим культа Небка, то царь должен быть помещён в конец III династии. Однако, если Ахетаа был жрецом заупокойного культа Небка, то этот царь правил несколько ранее в этой династии. Ссылка на Небка в папирусе Весткар может помочь решить проблему. Сказка его царствования находится после сказки, собранной в царствование Нечерихета/Джосера, и перед сказкой собранной в правление Хуни. Если порядок сказок хронологический, то, как предполагалось, Небка царствовал после Нечерихета и предшествовал Хуни на троне. В Туринском папирусе место царя Небка — девятнадцать лет до Нечерхета, но это категорически противоречит археологическим доказательствам. Итог один, Небка царствовал в конце III династии, и это согласуется с имеющимися данными для Санахта.

## Изучение мумии фараона
Мумия Санахта была обнаружена в 1901 году в царской гробнице в Бет-Халлафе. Исследование черепа и костей, проведённое сотрудниками института эволюционной медицины Университета Цюриха, установило, что рост фараона составлял 198 сантиметров и значительно превышал средний рост жителей Древнего Египта.